# Saint-Martin-du-Mesnil-Oury
Pour les articles homonymes, voir Saint-Martin, Mesnil et Oury.
Saint-Martin-du-Mesnil-Oury est une ancienne commune française, située dans le département du Calvados en région Normandie, devenue le 1er janvier 2016 une commune déléguée au sein de la commune nouvelle de Livarot-Pays-d'Auge.
Elle est peuplée de 107 habitants.

## Histoire
Commune formée en 1831 de la réunion de Saint-Martin-des-Noyers et du Mesnil-Oury ; elle est unie pour le culte à Saint-Michel-de-Livet.
Le 1er janvier 2016, Saint-Martin-du-Mesnil-Oury intègre avec vingt-et-une autres communes la commune de Livarot-Pays-d'Auge créée sous le régime juridique des communes nouvelles instauré par la loi no 2010-1563 du 16 décembre 2010 de réforme des collectivités territoriales. Les communes d'Auquainville, Les Autels-Saint-Bazile, Bellou, Cerqueux, Cheffreville-Tonnencourt, La Croupte, Familly, Fervaques, Heurtevent, Livarot, Le Mesnil-Bacley, Le Mesnil-Durand, Le Mesnil-Germain, Meulles, Les Moutiers-Hubert, Notre-Dame-de-Courson, Préaux-Saint-Sébastien, Sainte-Marguerite-des-Loges, Saint-Martin-du-Mesnil-Oury, Saint-Michel-de-Livet, Saint-Ouen-le-Houx et Tortisambert deviennent des communes déléguées et Livarot est le chef-lieu de la commune nouvelle.

## Politique et administration
| Période                                  | Période      | Identité                         | Étiquette | Qualité                                                                                              |
| ---------------------------------------- | ------------ | -------------------------------- | --------- | --- |
| 1940                                     | 1943         | Comte François-Xavier de Maistre |           | Marchand de bestiaux, résistant Châtelain du Maizeray Décoré de la Légion d’honneur à titre posthume |
| ?                                        | 2001         | Marcel Alliot                    |           | |
| 2001                                     | avril 2009   | Jean-Claude Guérard              | SE        | Agriculteur                                                                                          |
| avril 2009                               | février 2011 | Dominique Fontaine               | SE        | Éleveur de volailles                                                                                 |
| mars 2011                                | En cours     | Patricia Henry                   | SE        | Secrétaire de mairie                                                                                 |
| Les données manquantes sont à compléter. |              |                                  |           | |

## Démographie
En 2021, la commune comptait 107 habitants. Depuis 2004, les enquêtes de recensement dans les communes de moins de 10 000 habitants ont lieu tous les cinq ans (en 2004, 2009, 2014, etc. pour Saint-Martin-du-Mesnil-Oury) et les chiffres de population municipale légale des autres années sont des estimations.
| 1793 | 1800 | 1806 | 1821 | 1831 | 1836 | 1841 | 1846 | 1851 |
| ---- | ---- | ---- | ---- | ---- | ---- | ---- | ---- | ---- |
| 111  | 88   | 85   | 505  | 88   | 164  | 143  | 132  | 139  |

| 1856 | 1861 | 1866 | 1872 | 1876 | 1881 | 1886 | 1891 | 1896 |
| ---- | ---- | ---- | ---- | ---- | ---- | ---- | ---- | ---- |
| 114  | 104  | 124  | 163  | 161  | 150  | 138  | 158  | 138  |

| 1901 | 1906 | 1911 | 1921 | 1926 | 1931 | 1936 | 1946 | 1954 |
| ---- | ---- | ---- | ---- | ---- | ---- | ---- | ---- | ---- |
| 133  | 135  | 122  | 139  | 138  | 100  | 105  | 107  | 104  |

| 1962 | 1968 | 1975 | 1982 | 1990 | 1999 | 2004 | 2009 | 2014 |
| ---- | ---- | ---- | ---- | ---- | ---- | ---- | ---- | ---- |
| 96   | 111  | 96   | 105  | 91   | 90   | 95   | 99   | 110  |

| 2018 | - | - | - | - | - | - | - | - |
| ---- | - | - | - | - | - | - | - | - |
| 109  | - | - | - | - | - | - | - | - |

## Lieux et monuments
- L'église Saint-Martin du XVIe siècle, inscrite aux monuments historiques[8].
- Château du Maizeray (1861), propriété successive des Rosset de Létourville puis des Maistre jusqu'en 2005[9].

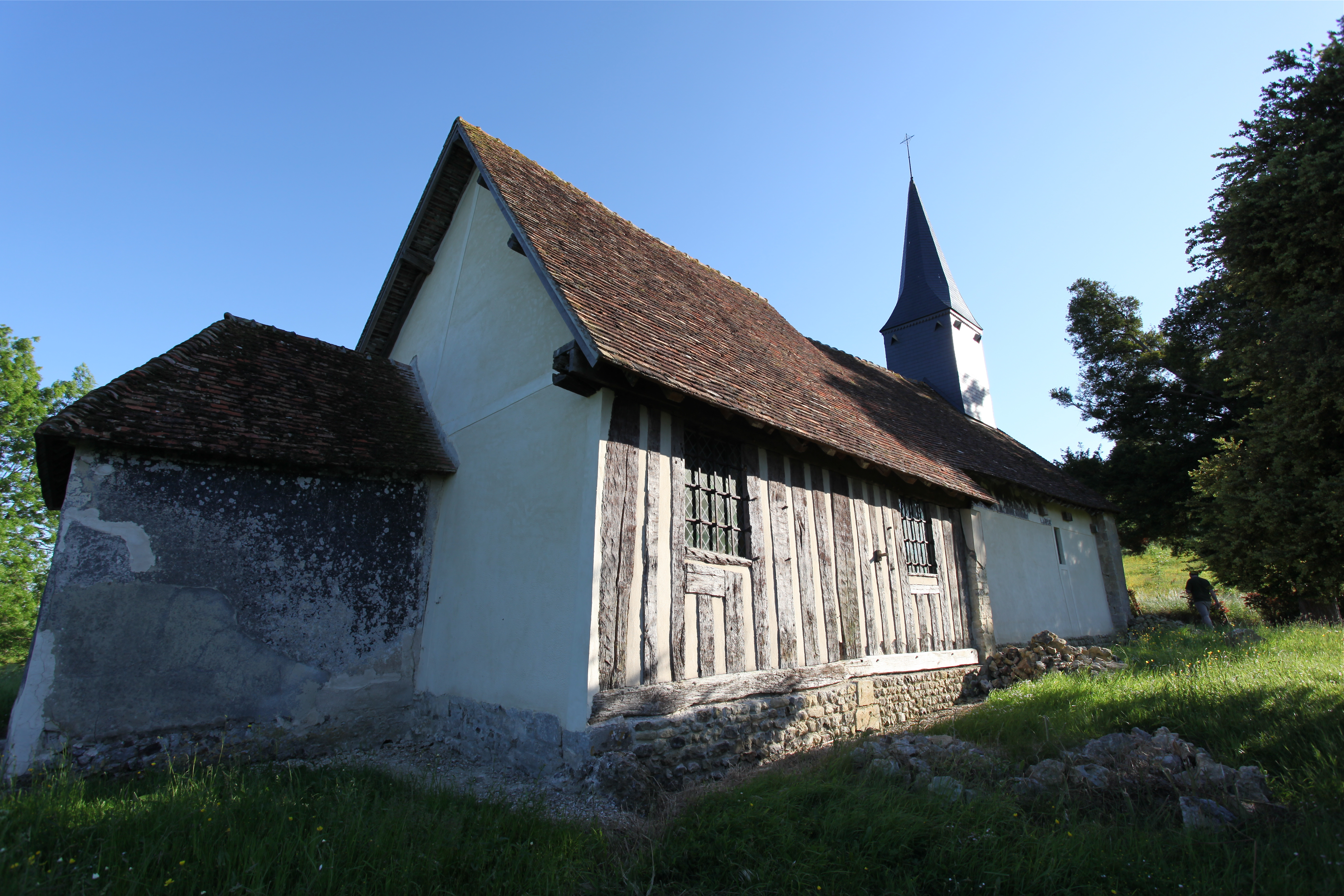
L'église Saint-Martin.
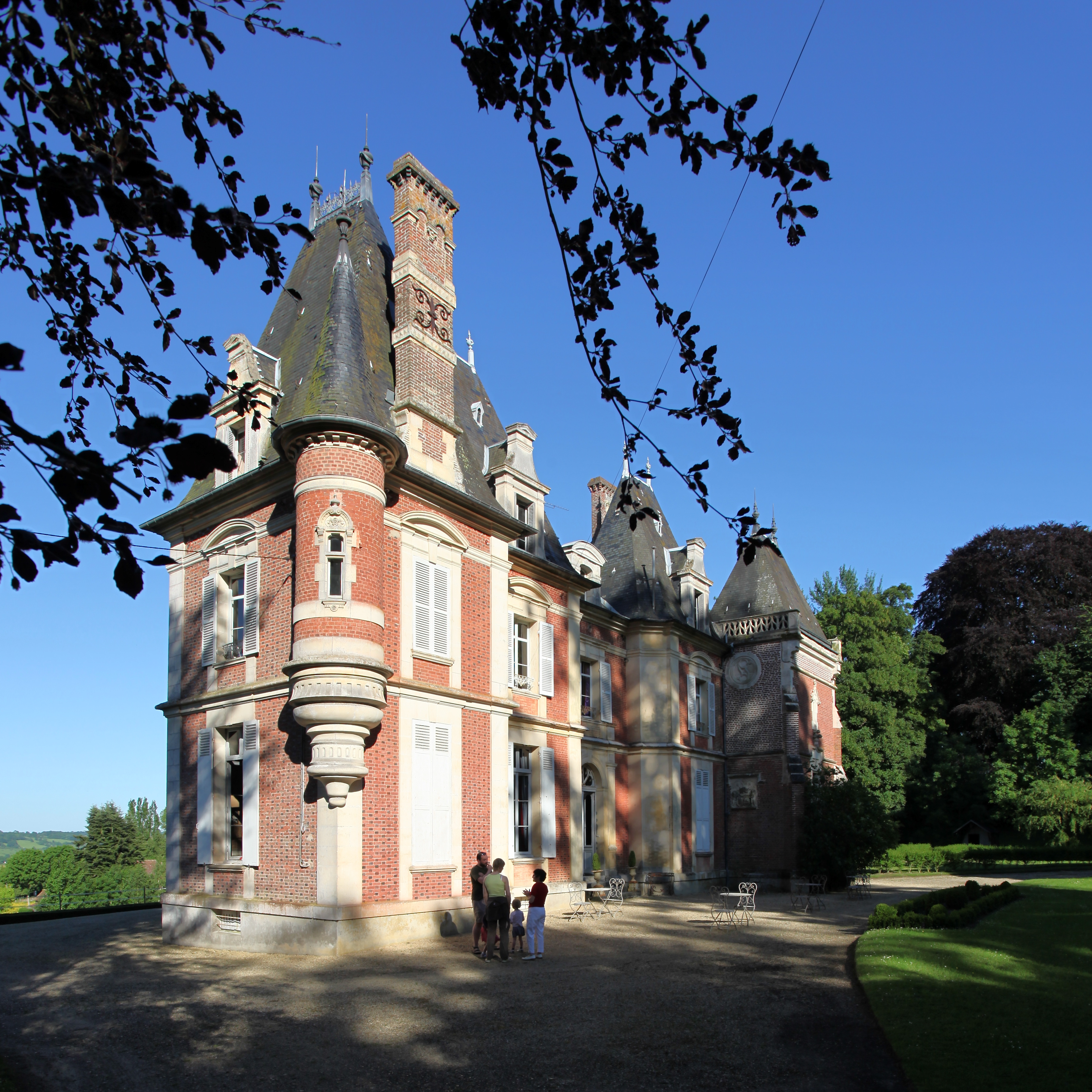
Le château.
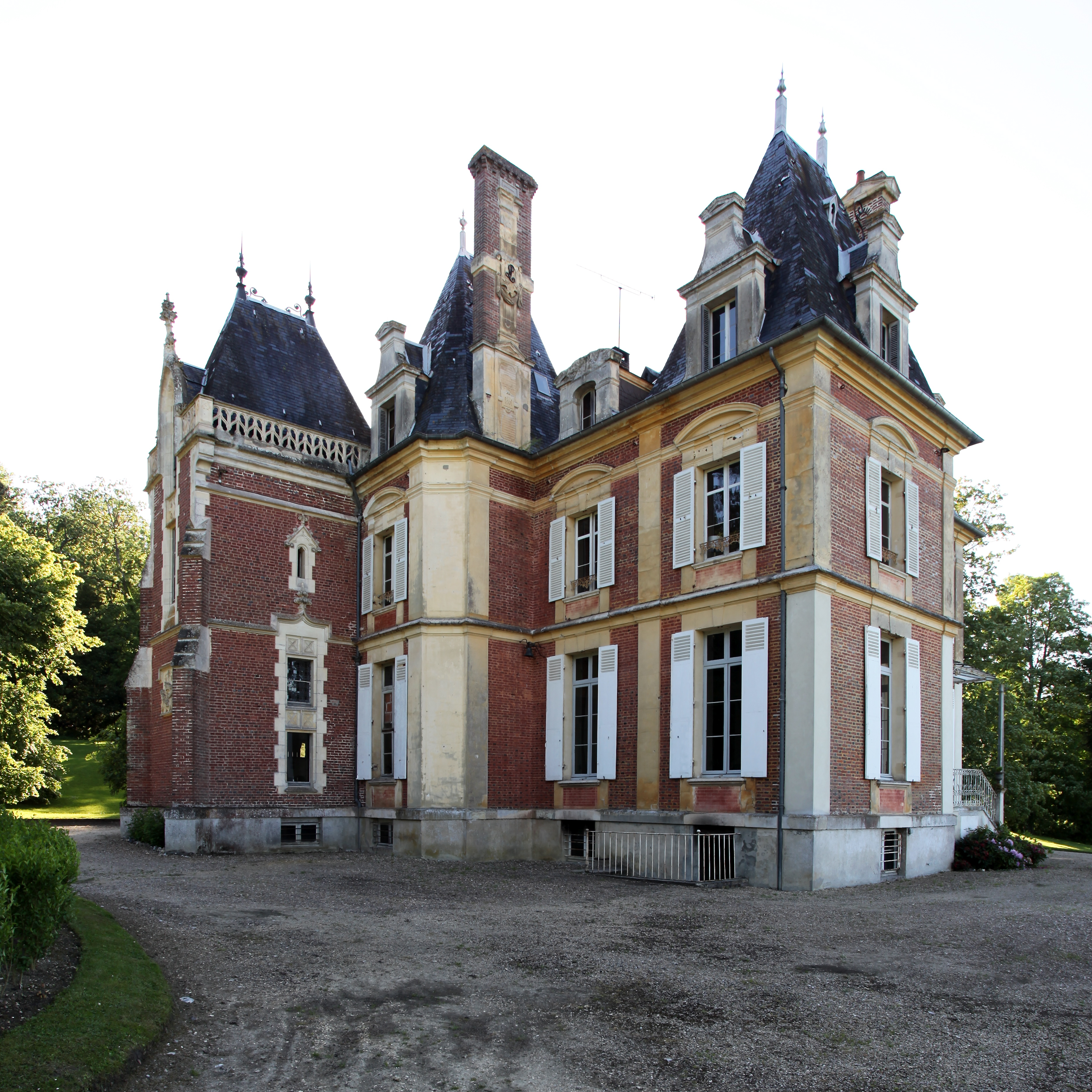
Le château.

## Personnalités liées à la commune
- Comte François-Xavier de Maistre (1902-1943), propriétaire du château de Maizeray, maire de la ville (1940-1943), résistant, membre du réseau Buckmaster, fusillé par les Allemands le 13 novembre 1943[10],[11],[9]. Il fut décoré de la Légion d’honneur à titre posthume. Une place de Livarot a été baptisée en son hommage en 1944.